# Lake (Metro de Chicago)
Lake (también llamada Lake/State) es una estación en la línea Roja del Metro de Chicago. La estación se encuentra localizada en 188 North State Street en Chicago, Illinois. La estación Lake fue inaugurada el 17 de octubre de 1943.  La Autoridad de Tránsito de Chicago es la encargada por el mantenimiento y administración de la estación. Lake/State es una estación de transferencia entre las líneas Púrpura, Marrón, Verde, Naranja y Rosa vía State/Lake y está conectada también con la Estación Millennium vía el Chicago Pedway.

## Descripción
La estación Lake/State cuenta con 2 plataforma central y 2 vías.

## Conexiones
La estación es abastecida por las siguientes conexiones: 
Rutas del CTA Buses:
- #2 Hyde Park Express
- #6 Jackson Park Express
- #10 Museum of Science and Industry
- #29 State
- #36 Broadway
- #62 Archer
- #144 Marine/Michigan Express
- #145 Wilson/Michigan Express
- #146 Inner Drive/Michigan Express
- #148 Clarendon/Michigan Express